# The Human Demands
Albums de Amy Macdonald
Under Stars
The Human Demands est le cinquième album d'Amy Macdonald, sorti en 2020.

## Liste des titres
| No  | Titre                    | Durée |
| --- | ------------------------ | ----- |
| 1.  | Fire                     | 4:15  |
| 2.  | Statues                  | 3:46  |
| 3.  | Crazy Shades of Blue     | 4:13  |
| 4.  | The Hudson               | 4:59  |
| 5.  | The Human Demands        | 3:53  |
| 6.  | We Could Be So Much More | 3:57  |
| 7.  | Young Fire, Old Flame    | 3:43  |
| 8.  | Bridges                  | 3:59  |
| 9.  | Strong Again             | 4:08  |
| 10. | Something in Nothing     | 3:39  |

## Classements
| Classement                    | Meilleure position |
| ----------------------------- | ------------------ |
| Allemagne (Media Control AG)  | 4                  |
| Autriche (Ö3 Austria Top 40)  | 7                  |
| Belgique (Flandre Ultratop)   | 21                 |
| Pays-Bas (Mega Album Top 100) | 42                 |
| Royaume-Uni (UK Albums Chart) | 10                 |
| Suisse (Schweizer Hitparade)  | 2                  |